# Tamara (cràter)
Tamara és un cràter d'impacte en el planeta Venus de 11 km de diàmetre. Porta el nom d'un antropònim georgià, i el seu nom va ser aprovat per la Unió Astronòmica Internacional el 1985.